# Mount Stewart
Mount Stewart es una casa señorial del siglo XVIII situada en el condado de Down en Irlanda del Norte que es propiedad del National Trust. Construida por el marqués de Londonderry, se trata de una de las mejores mansiones de toda Irlanda. El interior de la casa está decorado con estatuas de mármol, estucos, molduras de escayolas, vajilla francesa, etc. El comedor tiene 22 de las sillas utilizadas en el congreso de Viena de 1815 y que fueron regaladas a lord Castleragh, ministro inglés de Asuntos Exteriores entre 1812 y 1822, por sus méritos durante el congreso. Las sillas tienen bordados en el respaldo de cada una de ellas el escudo de la persona que debía de sentarse en ella.
Dentro de la decoración cabe destacar el cuadro del caballo de carreras de Newmarket titulado Hambletonian de George Stubbs pintado en 1799 considerado una de las obras maestras de este pintor. La capilla contiene diferentes banderas y medallas de la familia y sigue estando en uso por ella.
«Mount Stewart» fue temporalmente, entre 1999 y 2012, uno de los bienes de la Lista Indicativa de Reino Unido.

## Jardines

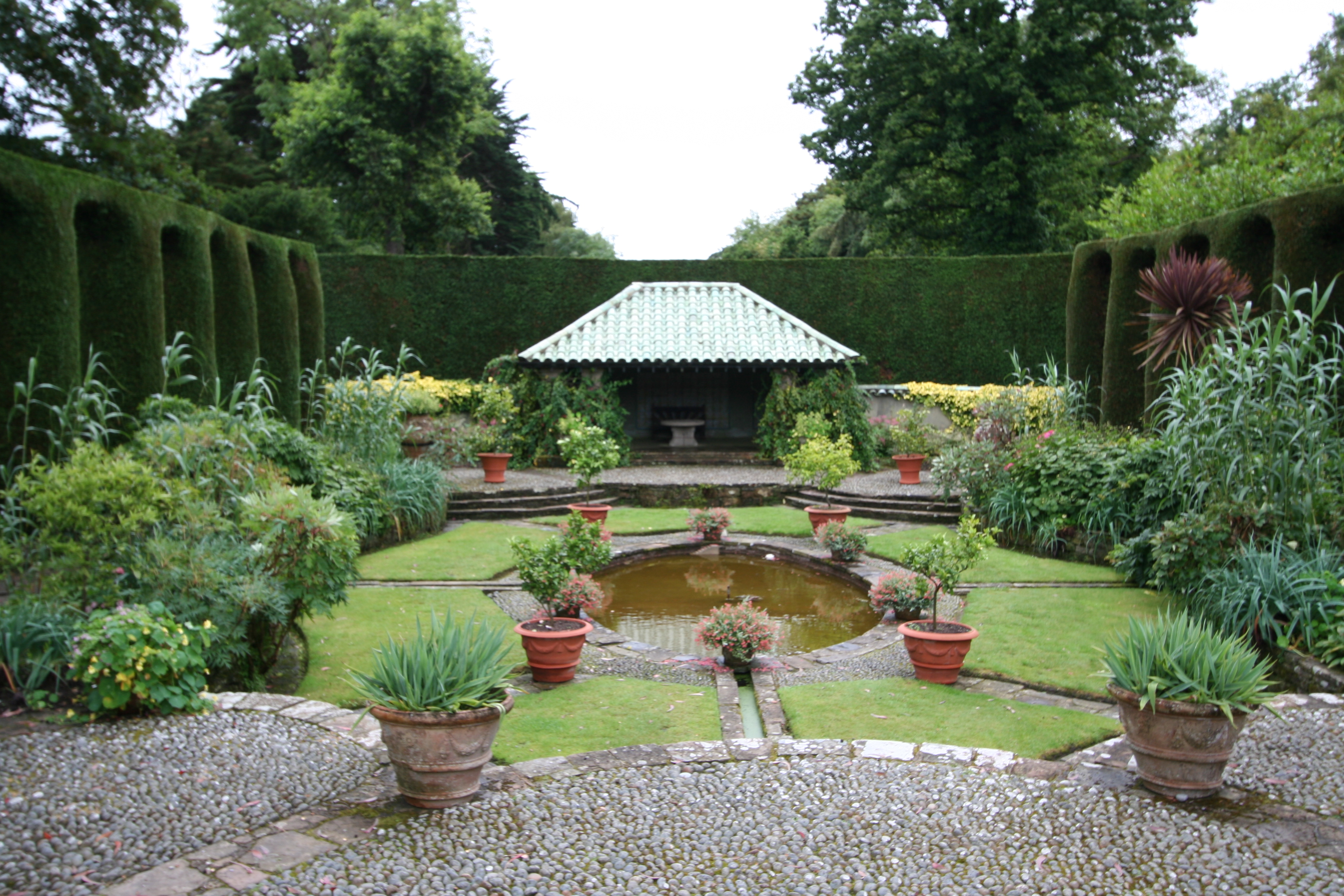
Jardín español

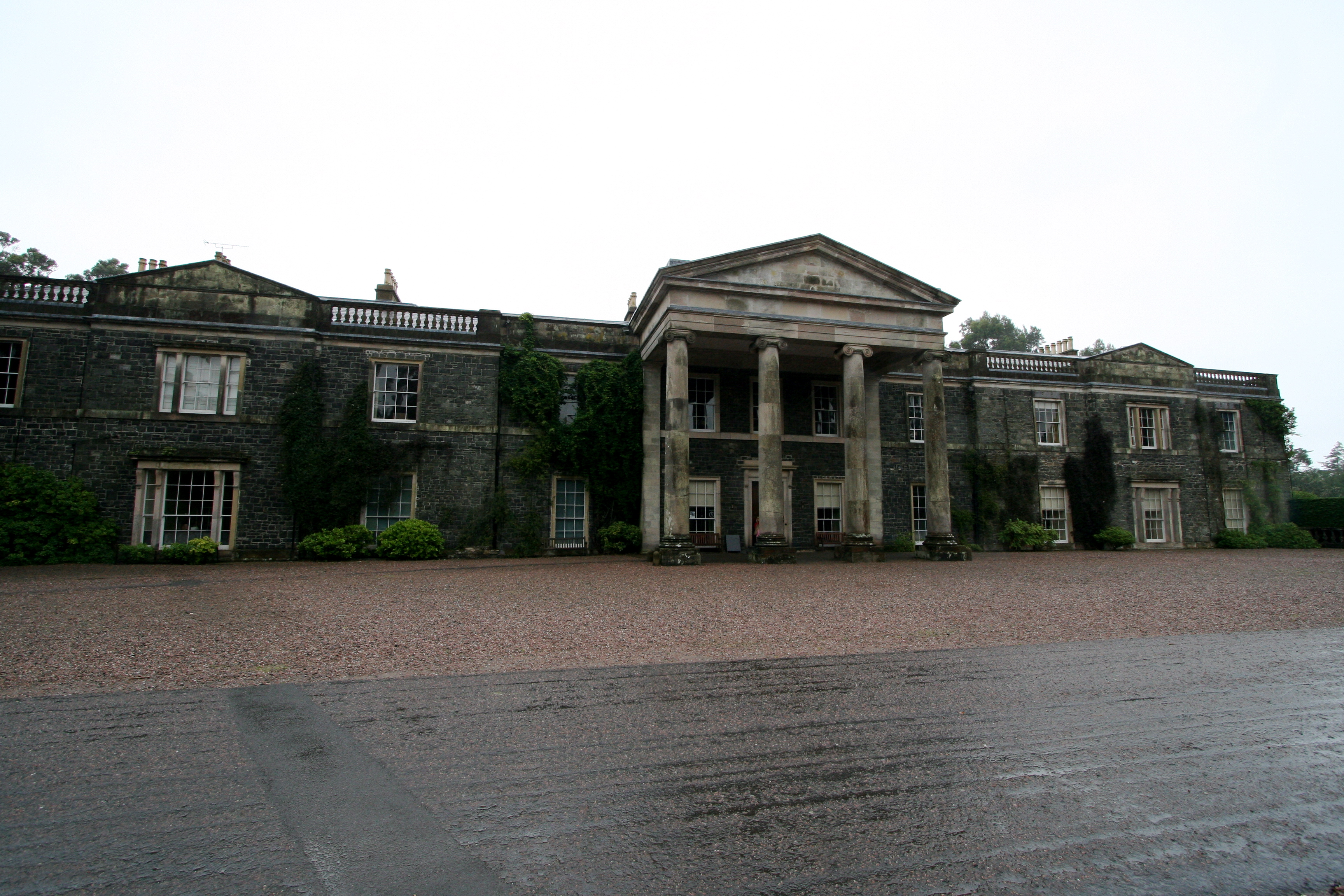
Fachada principal de la mansión

Los jardines son otra de las piezas importantes de la propiedad. Estos jardines fueron construidos bajo la supervisión de Lady Edith, esposa el séptimo marqués. En el jardín llegaron a trabajar treinta soldados retirados.
Los jardines contiene diferentes ambientes: jardín italiano, jardín español, jardín del trébol, jardín hundido y la Dodo terrace.
Los jardines contienen un lago, y un cementerio en el que descansan los restos de la familia.
Una parte de la mansión permanece cerrada al público debido a que son los aposentos privados de la última descendiente que gracias a un acuerdo con National Trust en el momento de la venta permanece como inquilina de una parte de la mansión (agosto de 2007).

## El templo de los vientos

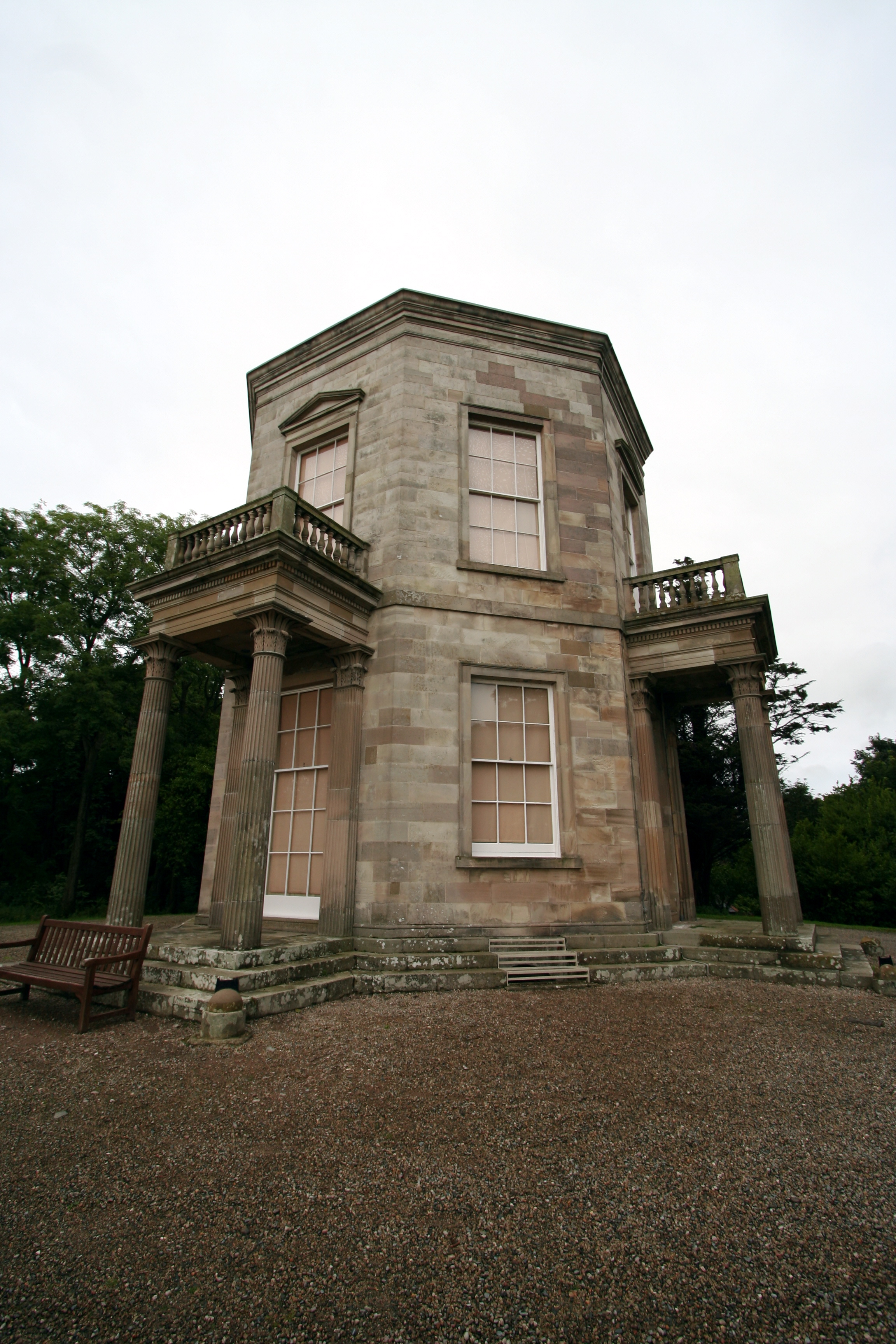
Templo de los vientos de Mount Stewart

El templo de los vientos fue construido dentro del jardín en una colina con vistas al mar denominado Stranford Lough.
Se edificó en 1785 por James Stuart el ateniense, arquitecto famoso en la época por su estilo neoclásico.